# Picrophylla hyleora
Picrophylla hyleora är en fjärilsart som beskrevs av Turner 1922. Picrophylla hyleora ingår i släktet Picrophylla och familjen mätare. Inga underarter finns listade i Catalogue of Life.